# Three Minutes to Earth
A Three Minutes to Earth (magyarul: Három perc a Földért) egy dal, amely Grúziát képviselte a 2014-es Eurovíziós Dalfesztiválon, Koppenhágában. A dalt a grúz The Shin együttes és Mariko adta elő angol nyelven.
A dalt 2014. március 14-én mutatták be a Grúz Közszolgálati Televízióban.
A dalt Koppenhágában a május 8-i második elődöntőben adták elő, fellépési sorrendben negyedikként a norvég Carl Espen Silent Storm című dala után, és a lengyel Donatan és Cleo My Słowianie – We Are Slavic című dala előtt. A szavazás során 15 pontot szerzett, ami az utolsó, 15. helyet jelentette az elődöntőben.

## Külső hivatkozások
- Dalszöveg
- A Three Minutes to Earth című dal videóklipje
- A dal első próbája koppenhágai arénában
- A dal második próbája koppenhágai arénában
- A dal előadása az Eurovíziós Dalfesztivál második elődöntőjében